# 小西昭次郎
小西 昭次郎（こにし しょうじろう、1965年2月24日 - ）は、東京都新宿区出身のドラマー、音楽プロデューサー。

## 経歴
1990年、ギターポップ・バンドBL.WALTZ（メンバーは松岡モトキ[ギター]田口祐司[ベース]七瀬ミチル[キーボード]）にてポニーキャニオンよりメジャー・デビュー。並行して様々なレコーディング・ライブに参加。近年では音楽プロデューサーとしても活動。

## レコーディング参加
- 清春
  - 「五月雨」
  - 「愛撫」
  - 「FOREVER LOVE」
  - 「MELODIES」
  - 「輪廻」
  - 「カーネーション」
  - 「VINNYBEACH 〜架空の海岸〜」
  - 「官能ブギー」
- Swinging Popsicle
  - 「Sunny Silent E.P.」
  - 「Swinging Popsicle」
  - 「HEAVEN」
  - 「Fennec!」
- 平林純
  - 「恋する私は美しい」
  - 「妄想テクノブレイク」
  - 「あとのまつり」
- Superfly
  - 「Superfly」
  - 「マニフェスト」
  - 「ハロー・ハロー」
- 家庭教師ヒットマンREBORN!
  - 「キャラクターアルバム SONG“BLUE”~rivale~」
  - 「キャラクターアルバム SONG“RED”~famiglia~」
- 舞花
  - 「Possible」
  - 「never cry」
- 新垣結衣
  - 「虹」
  - 「そら」
- 竹仲絵里
  - 「黄色い花」
  - 「ペルソナ」
- Dutch Training
  - 「夏草」
  - 「クリーム」
- MILLEA「One more love song」
- 矢野まき「悲喜こもごも」
- 松本英子「I'm home」
- A.Y.A「2 COOL 4 SCHOOL」
- 見田村千晴「正攻法」
- 玉城ちはる「私は生きてる」
- サスケ「sasuke」
- 出川哲朗「背中で美学」
- 見田村千晴「ビギナーズ・ラック」
- 伊禮恵「光を集めて」
- トリプルH「輪るピングドラム」
- Honey L Days「change」
- 六道骸/クローム髑髏「記憶の果て/涙の温度」
- 雲雀恭弥/ 笹川了平「Horizon/晴れた空見上げて」
- 獄寺隼人/山本武「走れ/明日に向かって」
- 沢田綱吉/リボーン「ひとつだけ/俺からのメッセージ」
- 東川亜希子「耳にフワァー」
- 植村花菜「愛と太陽」
- H ZETT M「5＋2＝11」
- アンジェラ・アキ「Home」
- Tommy heavenly6「I'm Gonna SCREAM＋」
- the brilliant green「THE WINTER ALBUM」

他

## 作曲・編曲
- 舞花
  - 「BREAK IT」
  - 「Always」
  - 「I Know」
  - 「会いたいなんて言わない」
- ウェザーロイド Airi（ポン子）「WEATHEROID Airi」
- 映画「バイオレンス・ボイジャー」主題歌
- 豊崎愛生「リンゴのせい」
- 株式会社カイラックス「ママへのごほうび」
- 出川哲朗「背中で美学」
- A.Y.A「2 COOL 4 SCHOOL」
- 株式会社エムズコネクション「Let's Dance」
- 東川亜希子「耳にフワァー」
- 角森隆浩withダイナミックオーシャンズ「VIVA! DYNAMIC」他

## ライブツアー参加
- 平林純
- 井手綾香
- 清春
- Swinging Popsicle
- Tommy heavenly6
- 飯塚雅弓
- the brilliant green
- BONNIE PINK
- What's
- Dutch Training
- 宮本亜門
  - 「ボーイズ・タイム〜強く正しく逞しく!!」
  - 「くるみ割り人形」
- 宮藤官九郎「キラークイーン666」

他